# Giulio Macchi
Giulio Macchi (* 1. Oktober 1918 in Cantù; † 28. März 2009 in Rom) war ein italienischer Filmregisseur und Fernsehschaffender.

## Leben
Macchi war von 1948 bis 1953 als Regieassistent und Drehbuchautor für einige wichtige Filmemacher wie Luigi Comencini, Luciano Emmer und Jean Renoir tätig und drehte neben Dokumentarfilmen ab 1954 auch einige Filme mit Spielhandlung in eigener Regie, wobei er auf beiden Gebieten wenige Werke schuf, die Moderates hervorriefen, wie sein zu Beginn entstandener Phantastisches Indien, seine Komödie Montecarlo oder seine Beiträge zu zwei Episodenfilmen zu Beginn der 1960er Jahre. Ab 1962 wandte er sich vollständig dem Fernsehen zu, für das er bereits seit 1957 gearbeitet hatte und in dem er dokumentarische Formate und wissenschaftliche Beiträge betreute. Unter seiner Führung entstanden Sendungen wie Viaggio intorno al cervello, Orizzonti della scienza e alla tecnica, die von 1966 bis 1973 ausgestrahlt wurde, oder Habitat.

## Filmografie (Auswahl)

### Drehbuch
- 1950: Ein Sonntag im August (Domenica d'Agosto)
- 1952: Die goldene Karosse (La carrozza d‘oro)

### Regie
- 1954: Phantastisches Indien (India favolosa) (Dokumentarfilm)
- 1961: Die Italienerin und die Liebe (Le italiene e l'amore) (eine Episode)